# Seán Gallagher
Pour les articles homonymes, voir Sean Gallagher et Gallagher.
Seán Gallagher, né le 7 juillet 1962 dans le comté de Cavan, est un homme d'affaires et homme politique irlandais.
Indépendant depuis 2010-2011, il était auparavant au Fianna Fáil. Il est candidat à l'élection présidentielle irlandaise de 2011 mais est finalement battu avec 35,45 % des voix, par son adversaire Michael D. Higgins.